# Monument national de Castillo de San Marcos
Le monument national de Castillo de San Marcos se trouve près de la ville de Saint Augustine, au nord-est de la Floride, sur la côte Atlantique. Édifié par les Espagnols, il s'agit du plus ancien fort construit aux États-Unis (1672-1695). Il changea de nom plusieurs fois : il s’appela Fort St. Mark pendant la période britannique (1763-1784) puis Fort Marion entre 1821 et 1942. Il fut classé monument national en 1924 puis inscrit sur le Registre national des lieux historiques en 1966.

## Historique
Au XVIe siècle, les Espagnols sont les premiers Européens à explorer et coloniser la Floride. Ils fondent la ville de Saint Augustine en 1565 et érigent neuf forts en bois successifs pour la protéger des Amérindiens, des pirates et des autres puissances coloniales. Après l’attaque du pirate anglais Robert Searle en 1668, la régente d’Espagne Marie-Anne ordonne la construction d’un fort en pierres pour assurer la défense de Saint Augustine. Le 30 octobre 1669, elle demande au vice-roi de Nouvelle-Espagne, Marqués de Mancera, de fournir 12 000 pesos pour commencer les travaux et 10 000 pesos chaque année pour les achever. En 1670, l’implantation de Charles Town (l’actuelle Charleston en Caroline du Sud) située à seulement deux jours de navigation par les Anglais rend d’autant plus nécessaire l’édification du fort. Les travaux du Castillo de San Marcos commencent en octobre 1672, et adoptent le tracé à l'italienne. La coquina d’Anastasia Island est utilisée pour les murailles : il s’agit d’une roche sédimentaire calcaire formée essentiellement de coquilles incomplètement consolidées que l’on trouve sur des côtes de la Floride. La main d’œuvre qui fait défaut sur place, provient en partie de La Havane (Cuba), de même que l’ingénieur militaire chargé des travaux, Ignacio Daza. Des Amérindiens sont également mis à contribution. À cause de la nature sableuse du sol, des tempêtes, des maladies et des faiblesses du ravitaillement, le chantier dure jusqu’en 1696. Au total, les travaux ont coûté quelque 100 000 pesos, soit environ 150 000 dollars.
En novembre 1702, les forces anglaises commandées par le gouverneur James Moore (en) attaquent Saint Augustine depuis la Caroline du Sud. Elles assiègent la ville alors que la population, estimée à 1 200 personnes, s’est réfugiée dans le Castillo de San Marcos. Les boulets de canon sont inefficaces contre les murailles en coquina. Le siège dure deux mois et les renforts espagnols venus de La Havane bloquent la flotte anglaise dans la baie. Les Anglais préfèrent mettre le feu à leurs navires pour éviter qu’ils ne tombent dans les mains de leurs ennemis et finissent par quitter Saint Augustine qu’ils incendient. Dix ans plus tard, le colonel Palmer, lui aussi venu de Caroline du Sud, renonce à prendre la ville et le fort. En 1738, l’ingénieur espagnol Pedro Ruiz de Olano rénove le fort en particulier l’intérieur qui est redessiné. Il fait remplacer les plafonds en bois par des voûtes en pierre, ce qui permet d’installer des canons sur la terrasse située au-dessus. Le mur extérieur est rehaussé. Les travaux sont achevés vers 1740.
La guerre de l'oreille de Jenkins (1739-1748) réveille les hostilités entre Espagnols et Britanniques. La Floride est alors l’un des terrains d’affrontement entre les deux puissances. Ainsi, le général James Edward Oglethorpe s’empare de plusieurs forts espagnols et se dirige vers Saint Augustine défendue par le gouverneur Manuel de Montiano (en). Oglethorpe attaque d’abord le Castillo de San Marcos afin que le gouverneur espagnol se rende. Mais les remparts résistent aux bombardements, et, au bout de 38 jours, les Anglais abandonnent le lieu.

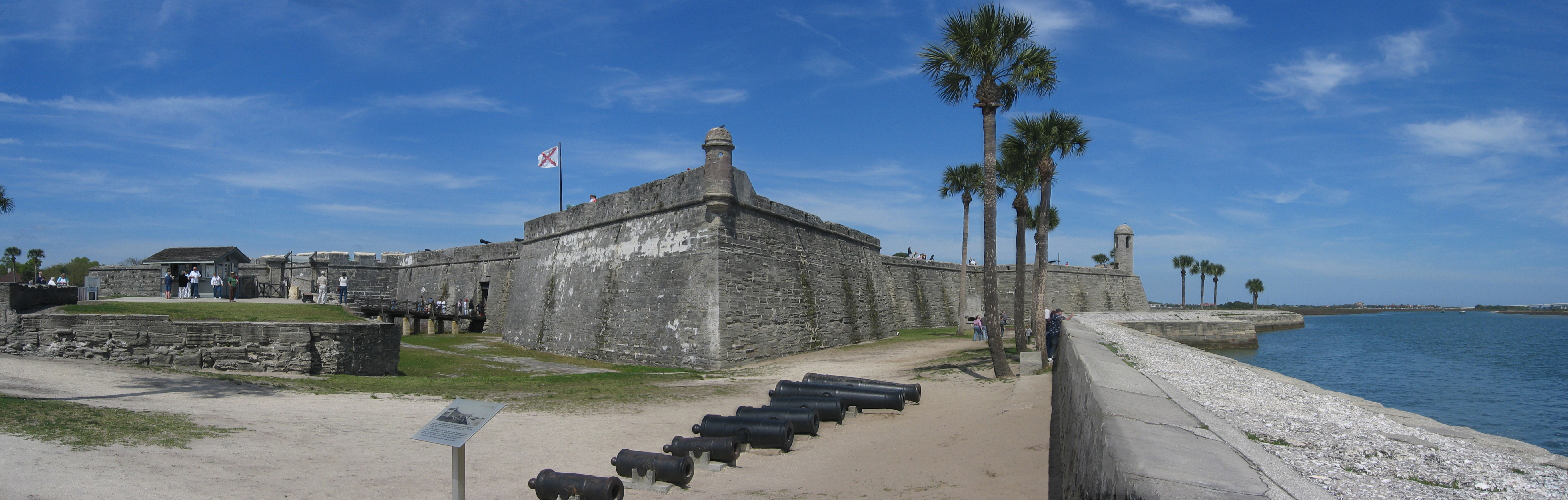
Le Castillo de San Marcos et l'océan Atlantique.

La guerre de Sept Ans (1756-1763) oppose de nouveau l’Espagne et la Grande-Bretagne. Cette dernière obtient la Floride par le traité de Paris (1763). Le 21 juillet 1763, le gouverneur espagnol cède le Castillo de San Marcos aux autorités anglaises qui le rebaptisent Fort St. Mark. Au cours de la guerre d'indépendance américaine (1775-1783), Saint Augustine devient la capitale de la Floride orientale et des travaux sont engagés dans le fort : les portes et les murs sont réparés, les pièces sont divisées pour augmenter la capacité d’accueil. Le bâtiment sert de prison pour les combattants capturés à Charleston. L’Espagne entre en guerre aux côtés des insurgés américains et des Français en 1779. Le gouverneur de la Louisiane espagnole, Bernardo de Gálvez, prend plusieurs établissements coloniaux anglais. Le traité de Paris qui met fin à la guerre d’indépendance américaine redonne la Floride aux Espagnols. Le 12 juillet 1784, les troupes espagnoles réinvestissent Saint Augustine et le fort retrouve son nom de « Castillo de San Marcos ».
Mais la Floride a changé : alors que beaucoup de colons espagnols sont partis, les colons anglais n’entendent pas quitter leurs terres. Ensuite, les États-Unis contestent le tracé des frontières floridiennes et souhaitent étendre leur territoire. L’empire colonial espagnol s’affaiblit et doit faire face à des révoltes. En 1819, l’Espagne finit pas céder la Floride aux États-Unis par le traité d'Adams-Onís. Le fort change à nouveau de nom pour devenir le « Fort Marion », en l’honneur du général américain Francis Marion.
Plusieurs pièces sont transformées en cellules : c’est dans l’une d’entre elles que séjourne le chef séminole Osceola en 1837. Une partie des fossés est transformée en batterie : le fort devient l’une des pièces maîtresse de l’American Coastal Defense System.
En janvier 1861, au début de la guerre de Sécession, la Floride rejoint les États confédérés du Sud. Le Fort Marion est abandonné par les soldats de l’Union et les Confédérés envoient les pièces d’artillerie dans d’autres forts. Le fort est récupéré par les troupes de l’Union le 11 mars 1862 lorsque l’USS Wabash entre dans la baie et trouve la ville de Saint Augustine désertée par les soldats confédérés. Par la suite, il sert de prison militaire, notamment pour les Amérindiens. Ces derniers y reçoivent une éducation anglo-saxonne et chrétienne. En 1898, plus de 200 déserteurs de la guerre hispano-américaine sont emprisonnés au fort. Deux ans plus tard, le fort est finalement désaffecté. Il devient monument national en 1924 ; en 1933, le Département de la Guerre le cède au National Park Service. Il est rebaptisé « Castillo de San Marcos » en 1942. Il est classé au Registre national des lieux historiques (NRHP) le 15 octobre 1966 et désigné Historic Civil Engineering Landmark par l’American Society of Civil Engineers en 1975.

## Description
Le site du Castillo de San Marcos s’étend sur 8,3 hectares. L’architecture du fort est caractéristique des forteresses construites en Europe à l’époque moderne. Le fort est entouré de fossés en eau dont la hauteur est réglée par une porte en fonction des marées. Plusieurs bastions et tourelles sont là pour éviter les angles morts.
Le fort possède un plan carré dont chaque sommet est prolongé par un bastion en forme de diamant. Chaque bastion est doté d’au moins un canon. Au centre de l’édifice se trouve la plaza de armas autour de laquelle se distribuent les différentes pièces. Les soldats résidaient en ville et devaient un tour de garde généralement de 24 heures.
Le fort devait pouvoir résister à un long siège : plusieurs pièces étaient donc affectées aux provisions et les trois puits de la cour permettaient l’approvisionnement en eau. Parmi les 20 pièces principales du fort, cinq étaient réservées au stockage de provisions (maïs, riz, haricot, blé, etc.). Il existait également une chapelle dont la porte a été dessinée par Mariano de la Rocque en 1785.

## Galerie

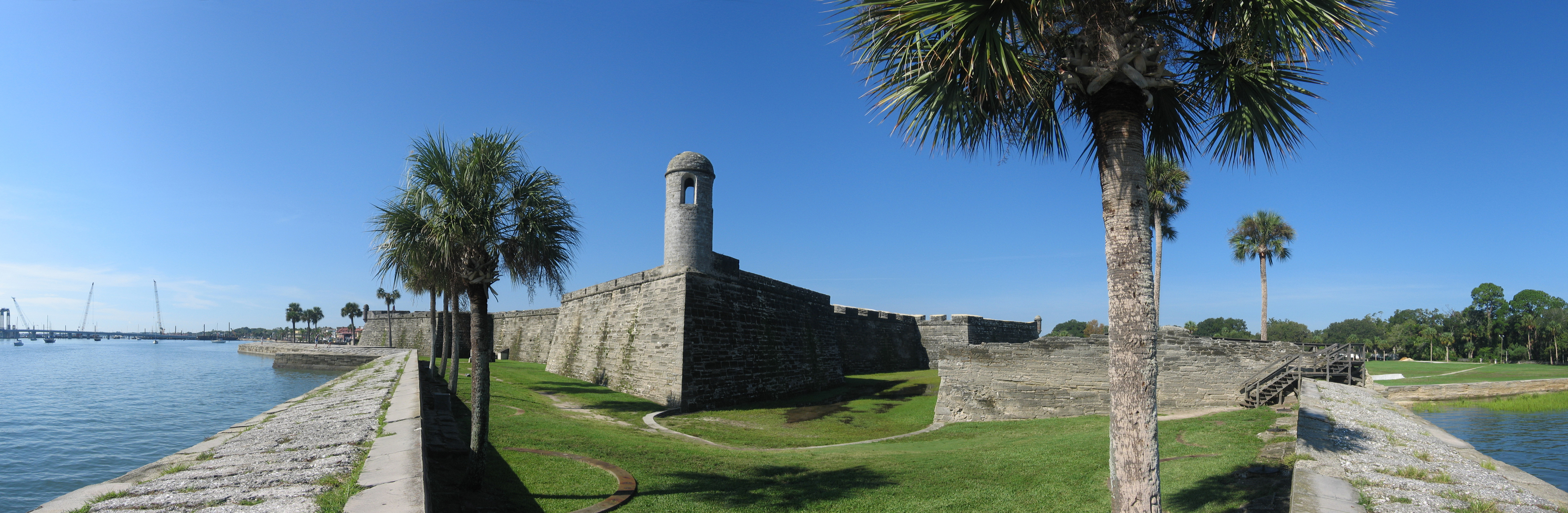
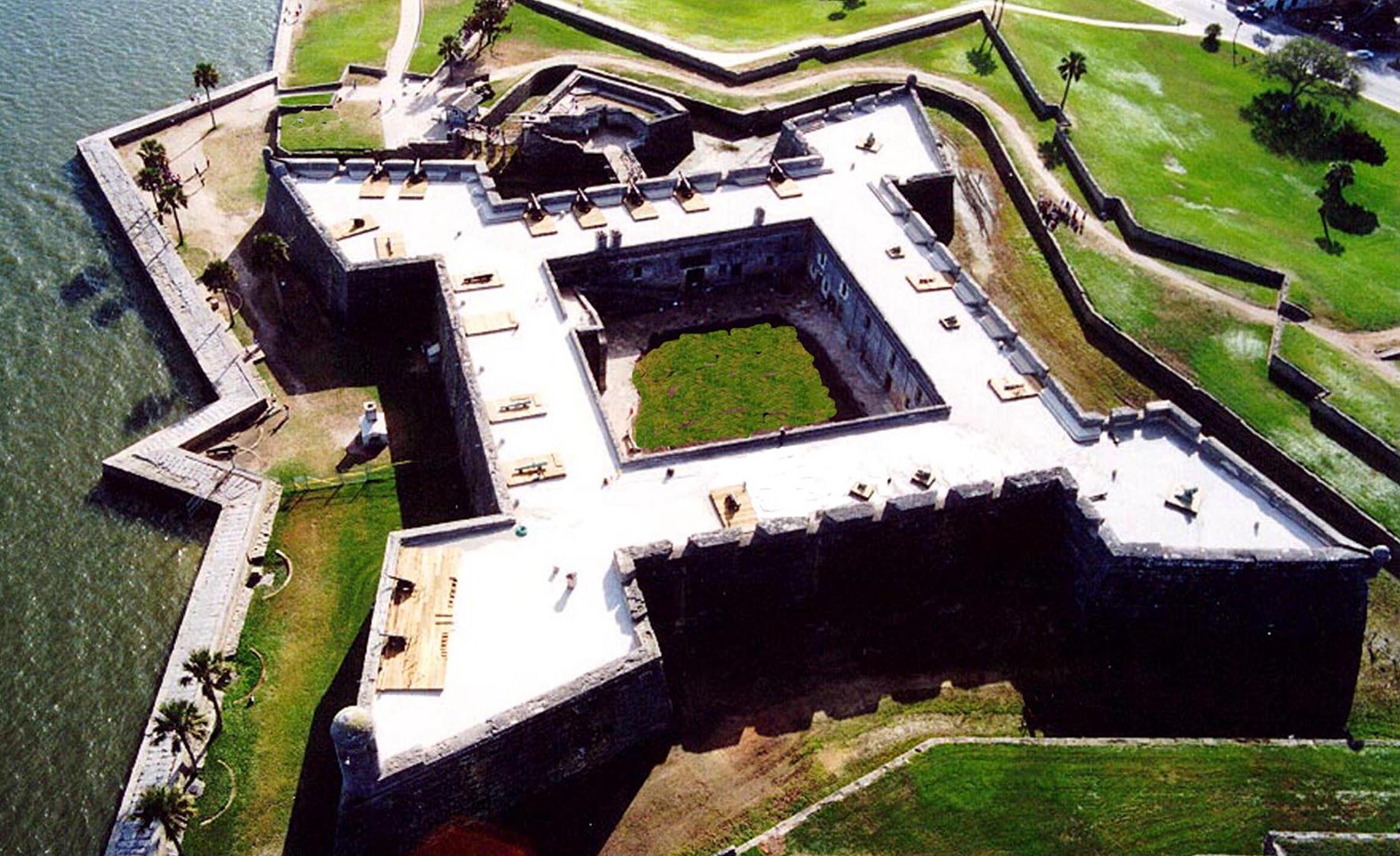
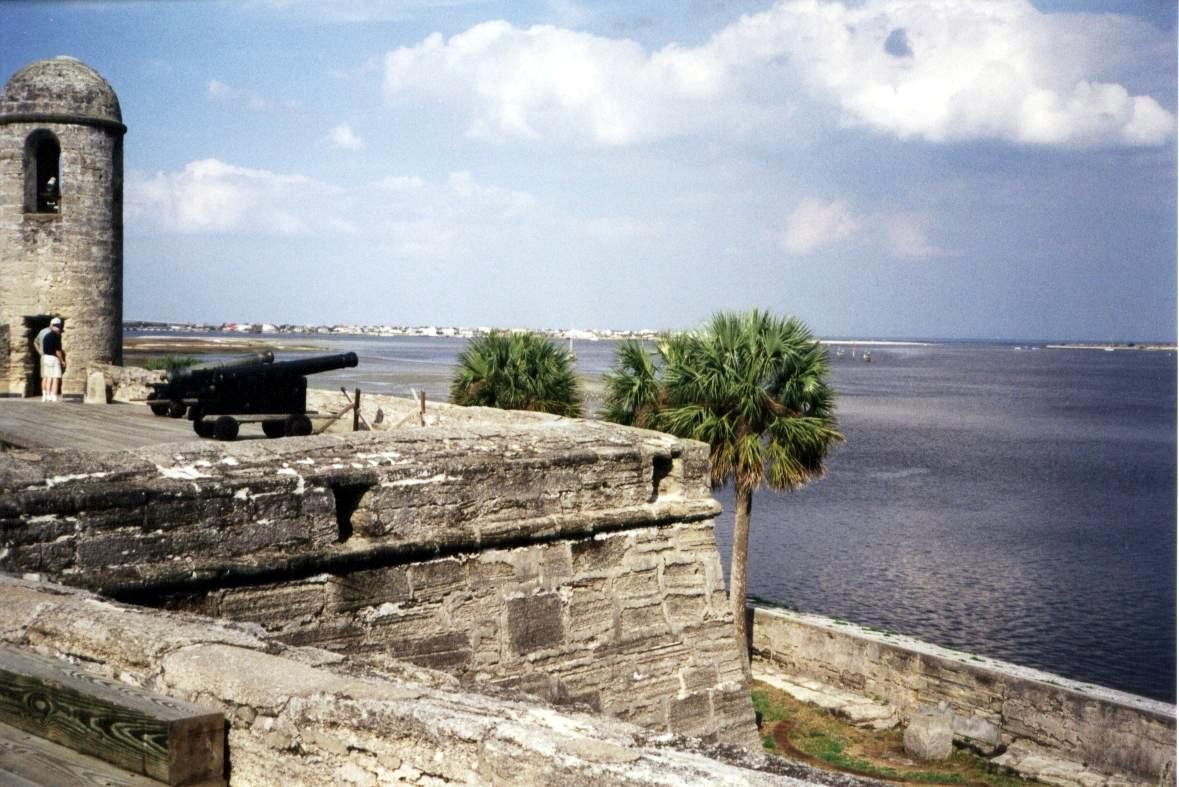
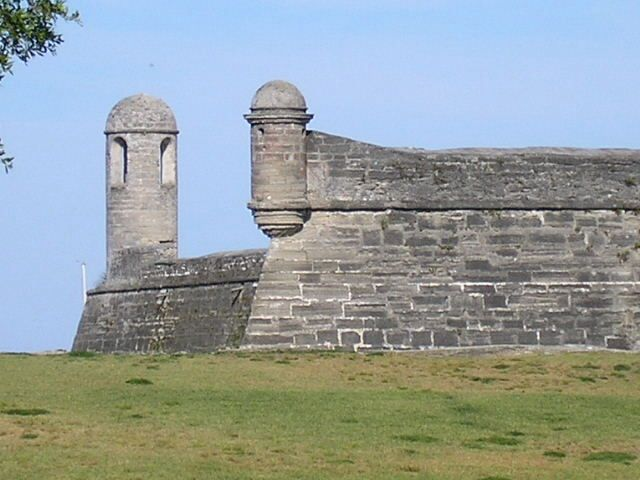
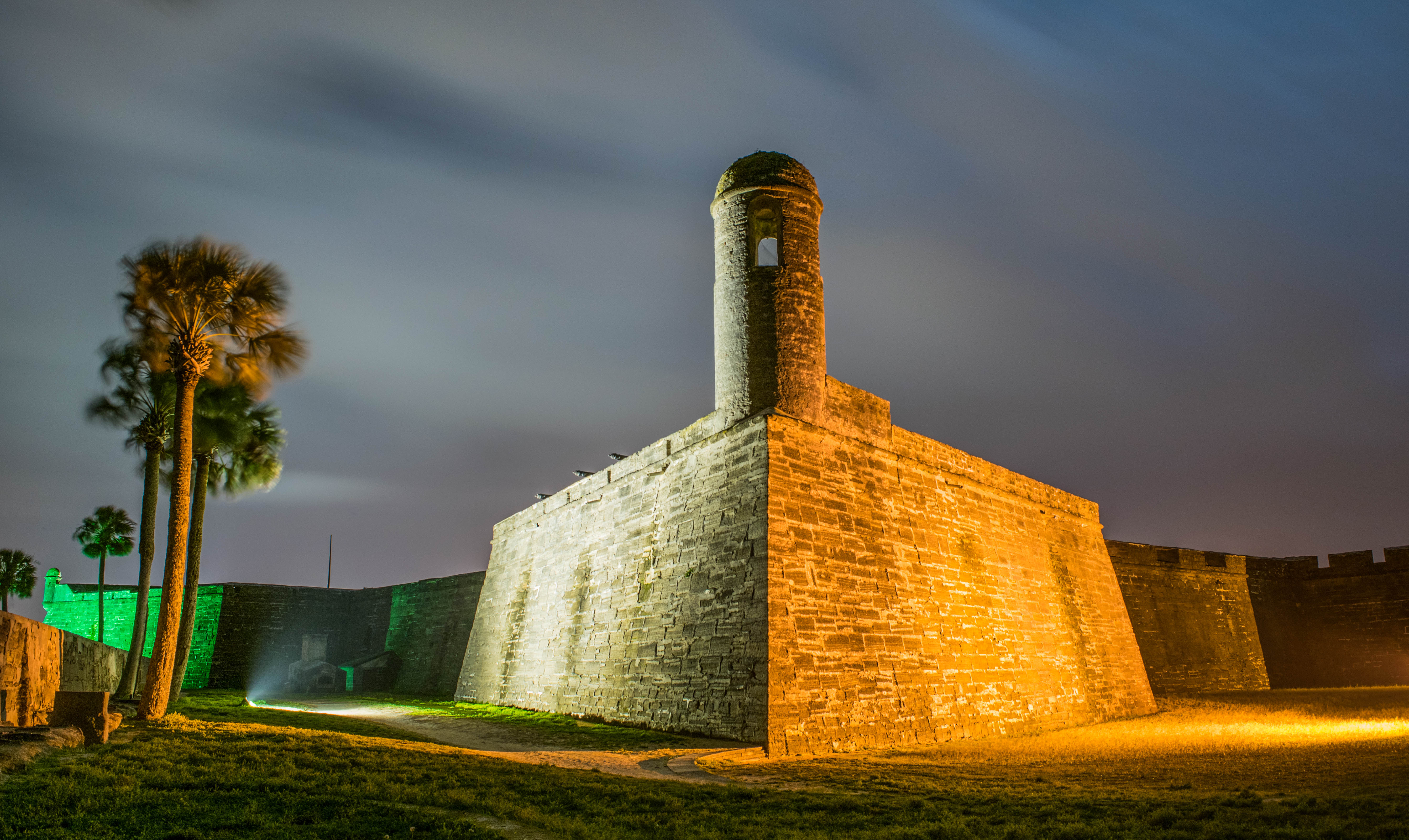

## Visite
Les montages audiovisuels proposés plusieurs fois par jour constituent une excellente introduction à la visite. Disséminées à travers le site, des expositions retracent les différentes périodes d'occupation du fort. Une exposition est également consacrée au matériel de guerre.